# Paranectria superba
Paranectria superba är en lavart som beskrevs av D. Hawksw. 1982. Paranectria superba ingår i släktet Paranectria och familjen Bionectriaceae.   Inga underarter finns listade i Catalogue of Life.